# Chalabre
Chalabre é uma comuna francesa na região administrativa de Occitânia, no departamento de Aude. Estende-se por uma área de 15,49 km². Em 2010 a comuna tinha 1 133 habitantes (densidade: 73,1 hab./km²).